# 계단식 농업

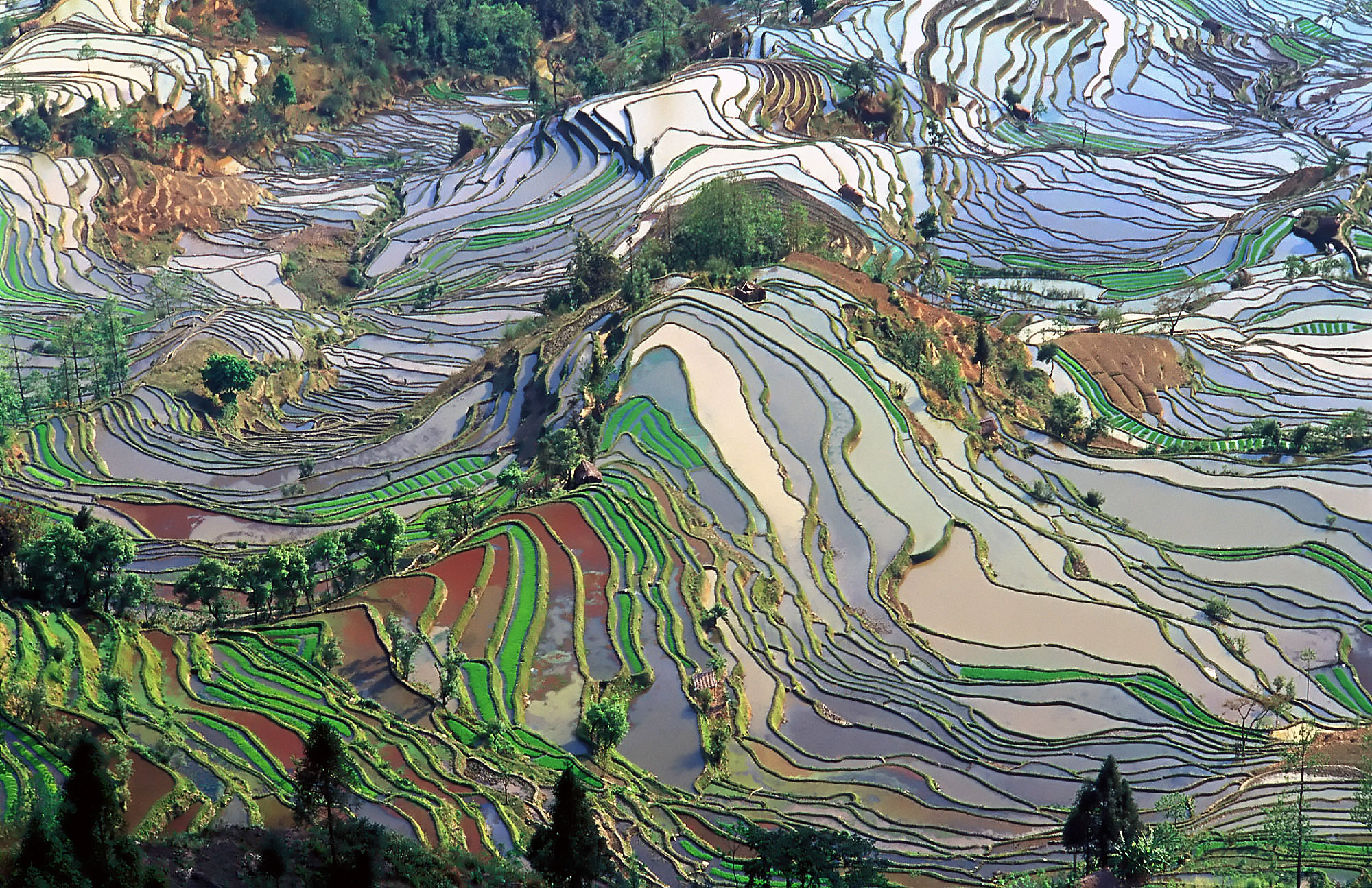
중국 윈난성의 다랑논

계단식 논밭은 경사면에 계단처럼 만든 경작지이다. 계단식 논은 다랑논(문화어: 다락논)이라, 계단식 밭은 계단밭(문화어: 다락밭) 또는 층밭이라 부른다.

## 용도
계단식 논은 전세계에서 농업에 널리 사용된다. 건조 기후에서의 계단식 농업은 지중해 분지 지역에서 흔히 볼 수 있으며, 포도, 올리브, 코르크 등을 재배하는데 사용된다.

## 세계의 계단식 논밭

### 다랑논
쌀 농사를 짓는 산간 지역에서는 거의 늘 다랑논을 볼 수 있다. 중화인민공화국의 윈난성, 베트남, 태국, 네팔, 인도네시아, 필리핀, 일본의 다랑논이 유명하다.
필리핀에 있는 다랑논은 세계 최대 규모이다. 1995년에 유네스코의 세계 유산에 등재되었다.
지형 특성상 관개시설의 설치가 어려워 천수답인 경우가 많다.

#### 한국

##### 다랭이논

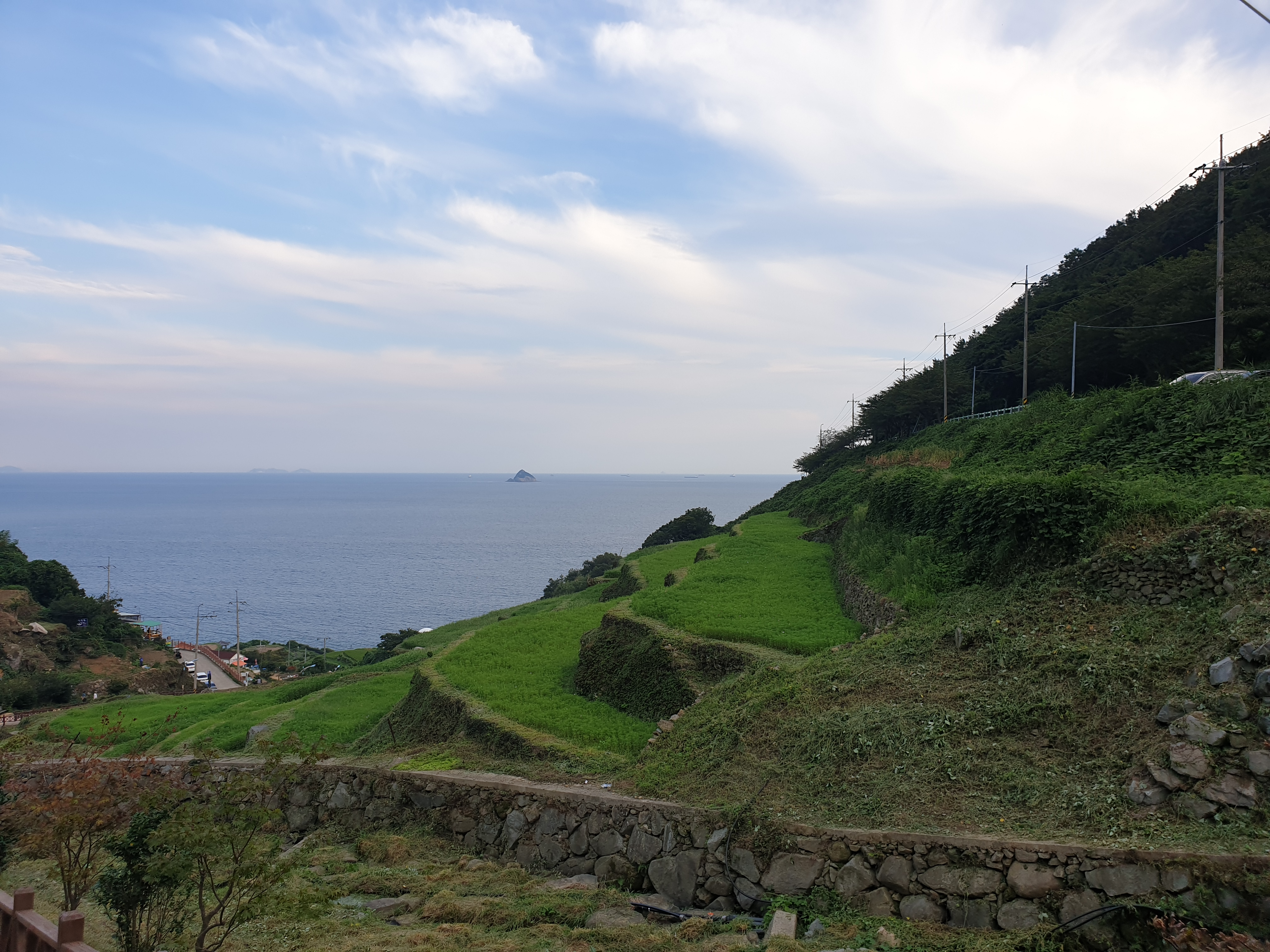
남해군의 다랭이논

경상남도 남해군에는 계단식 논으로 이루어진 논이 많다. 산비탈을 깎아 돌을 쌓아 만들었고, 현재까지 이어오고 있다.

##### 구들장논
청산도의 전통 농업 시스템. 예부터 청산도는 경사가 심한 지형과 돌이 많아 물 빠짐이 심한 사질토양이 발달한 곳으로 논농사에 필요한 물이 부족하여 수전농업에 다소 불리한 농업환경을 지니고 있었다. 이러한 불리한 조건의 지역에서 더 많은 쌀을 생산해내기 위해 자연환경을 재배치하여 만든 인공적인 논이 바로 구들장 논이다. 

청산도 구들장 논은 16세기 말 함양 박씨, 청주 한씨가 최초로 섬에 들어와 구들장 논을 만들기 시작했다고 전해지고 있으며 20세기 중반까지 지속적으로 조성되어 왔다. 구들장 논은 섬의 특성상 급한 경사, 돌이 많아 물빠짐이 심한 사질토의 토양 등 수전 농업에 불리한 자연환경 조건하에서 탄생하게 되었다. 구들장 논은 돌을 쌓아 만든 암거구조의 통수로를 통해 관개를 관리한다. 일반 다랑논은 지표면에 용·배수가 흐르는 반면 구들장 논은 하부구조에 크고 작은 돌을 쌓고 논의 가장자리에 정방형 통수로를 만들어 물의 배수를 조절하는 방식을 사용했다. 논의 경작에 필요한 물을 가두거나 아래 논으로 흘려보내는 조절기능을 하는 곳에 널찍한 판석형태의 돌(구들)을 사용한 점이 독특하다. 이와 같은 물 관리 특징은 강수량에 따라 수시로 논과 밭으로 전환하여 사용하는 것을 가능하게 했다. 

완도의 '청산도 구들장 논'은 국제식량농업기구(FAO)의 세계중요농업유산(GIAHS, Globally Important Agricultural Heritage Systems)의 기준을 준용하여 유산의 가치성, 파트너십, 효과성 등 엄격한 심사기준에 의하여 2013년 1월 22일 대한민국 국가중요농업유산 1호로 지정되었다.

#### 일본
일본에서는 북으로는 이와테현에서 남쪽 가고시마현에 이르기까지 계단식 논이 있으나, 서서히 사라지는 추세이다. 하지만 농부들이 전통 방식을 유지하도록 돕고 있으며, 현재는 관광자원으로 활용되기도 한다.

### 계단밭

#### 포르투갈
포르투갈 북부에서는 포도주용 포도를 재배하는 계단밭이 있다.